# فتح الله كولن
فتح الله كولن (بالتركية: Fethullah Gülen) (1360- 1446 هـ / 1941- 2024 م)، هو مفكر إسلامي وداعية تركي صوفي، يُعَد من مريدي سعيد النورسي، يُعنى في أعماله بفكرة الديمقراطية وحوار الأديان والتصوف. كان من حلفاء الرئيس التركي رجب طيب أردوغان في الماضي، لكن العَلاقة بين حكومة حزب العدالة وحركة كولن (الحزمت) اضطربت، وانتهت بالاختلاف والانقسام سنة 2013، حين ظهرت تهم فساد للمسؤولين في الحكومة التركية ومنهم فتح الله كولن، الذي اتهمه أردوغان بالوقوف وراء المشكلة للتأثير سلبًا على حزب العدالة والتنمية الذي يرأسه أردوغان، ثم اتُّهم كولن بالضلوع في محاولة انقلاب عام 2016.

## ولادته ونشأته
ولد فتح الله كولن (وتُكتب جولن أو غولن) في قرية صغيرة تابعة لقضاء حسن قلعة المرتبطة بمحافظة أرضروم، وهي قرية كوروجك، يوم الأحد 1 ربيع الآخر 1360هـ الموافق 27 أبريل (نيسان) 1941م. ونشأ في عائلة محافظة دينيًا.

## عمله الدعوي
بدأ عمله الدعوي في أزمير في «جامع (كستانه بازاري)» في مدرسة تحفيظ القرآن التابعة للجامع، ثم عمل واعظاً متجولاً، فطاف في جميع أنحاء غربي الأناضول.
وكان يجوب البلاد طولاً وعرضاً كواعظ متجول يلقي خطبه ومواعظه على الناس في الجوامع. كما كان يرتب المحاضرات العلمية والدينية والاجتماعية والفلسفية والفكرية.
وكان يعقد الندوات والمجالس واللقاءات الخاصة مما ساهم في شهرته ونتيجة لذلك قام هؤلاء الذين استفادوا من أفكاره - دون انتظار أي نفع مادي أو دنيوي - وضمن إطار القوانين المرعية في تركيا بإنشاء العديد من المدارس والأقسام الداخلية، وبإصدار الجرائد والمجلات وإنشاء المطابع وتأليف الكتب ومحطة إذاعة وقناة تلفزيونية، وبعد انهيار الاتحاد السوفيتي انتشرت هذه المدارس في العالم بأسره، وخاصة في دول آسيا الوسطى التي عانت من الاحتلال الروسي ومن الإلحاد الشيوعي سبعين عاماً تقريباً.

## التسامح والحوار
بدأ فتح الله غولن -ولا سيما بعد عام 1990- بحركة جديدة في الحوار والتفاهم بين الأديان وبين الأفكار الأخرى متسمة بالمرونة والبعد عن التعصب والتشنج، ووجدت هذه الحركة صداها في تركيا ثم في خارجها. ووصلت هذه الحركة إلى ذروتها في الاجتماع الذي تم عقده في الفاتيكان بين الشيخ فتح الله وبين البابا إثر دعوة البابا لـه. لقد آمن بأن العالم أصبح -بعد تقدم وسائل الاتصالات- قرية عالمية لذا فإن أي حركة قائمة على الخصومة والعداء لن تؤدي إلى أي نتيجة إيجابية، وأنه يجب الانفتاح على العالم بأسره، وإبلاغ العالم كله بأن الإسلام ليس قائماً على الإرهاب -كما يصوره أعداؤه- وان هناك مجالات واسعة للتعاون بين الإسلام وبين الأديان الأخرى.

## الإسلام الاجتماعي
على عكس نجم الدين أربكان الذي يعد أب الإسلام السياسي في تركيا، فإن فتح الله كولن يطلق عليه أب الإسلام الاجتماعي. فهو مؤسس وزعيم «حركة كولن»، وهي حركة دينية تمتلك مئات المدارس في تركيا، ومئات المدارس خارج تركيا، بدءا من جمهوريات آسيا الوسطى، وروسيا وحتى المغرب وكينيا وأوغندا، مرورا بالبلقان والقوقاز. كما تملك الحركة صحفها ومجلاتها وتلفزيوناتها الخاصة، وشركات خاصة وأعمال تجارية ومؤسسات خيرية. ولا يقتصر نشاط الحركة على ذلك بل يمتد إلى إقامة مراكز ثقافية خاصة بها في عدد كبير من دو ل العالم، وإقامة مؤتمرات سنوية في بريطانيا والاتحاد الأوروبي وامركا، بالتعاون مع كبريات الجامعات العالمية من اجل دراسة الحركة وتأثيرها وجذورها الثقافية والاجتماعية.

## منهج حركة غولن

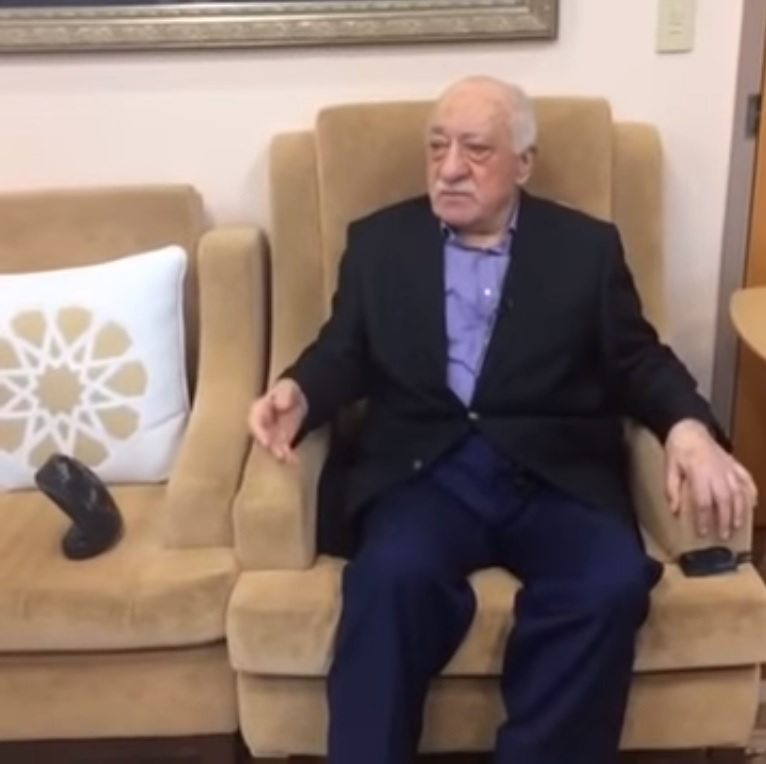
كولن عقب محاولة الانقلاب في تركيا 2016

لعل ما تتميز به حركة كولن عن باقي الحركات الإسلامية في المنطقة والعالم هو أنها غالبا تلقى ترحيبا كبيرا من الغرب. إذ تعتبر هي «النموذج» الذي ينبغي ان يحتذى به بسبب «انفتاحها» على العالم، وخطابها الفكري. فمثلا إذا كان نجم الدين أربكان يرى أميركا عدوا للعالم الإسلامي بسبب تحكم «الصهيونية العالمية» في صنع القرار فيها، فإن كولن يرى ان أميركا والغرب عموما قوى عالمية لابد من التعاون معها. وإذا كان أربكان يرى ضرورة الوحدة بين العالم الإسلامي، وهي الأفكار التي بلورها عمليا في تأسيسه مجموعة الثماني الإسلامية، فإن غولن لا ينظر إلى العالم العربي وإيران بوصفهما المجال الحيوي لتركيا، بل يعتبر القوقاز وجمهوريات آسيا الوسطى والبلقان هم المجال الحيوي لتركيا، فهذه البلدان تضم أقليات تركية هامة، وهو يرى أنه إذا كان لتركيا يوما ما أن تعود لمكانتها بوصفها واحدة من أهم دول العالم، كما كانت خلال الدولة العثمانية، فلابد من نفوذ قوي لها وسط الاتراك في كل مكان في العالم. لكن غولن من البراغماتية والذكاء بحيث لا يستخدم تعبير «القيادة التركية» في المنطقة، كما لا يدعو إلى استقلال الاقليات التركية في وسط آسيا، ولا تمارس جماعته انشطة تعليمية في البلاد التي يمكن أن تتعرض فيها الاقلية التركية لمشاكل من قبل النظم الحاكمة مثل الصين وروسيا واليونان.
وأول ما يلفت النظر في كولن هو أنه لا يفضل تطبيق الشريعة في تركيا، حيث يقول الغالبية العظمى من قواعد الشريعة تتعلق بالحياة الخاصة للناس، فيما الاقلية منها تتعلق بإدارة الدولة وشؤونها، وانه لا داعي لتطبيق احكام الشريعة في الشأن العام. ووفقا لهذا يعتقد كولن أن الديمقراطية هي أفضل حل، ولهذا يكن عداء للأنظمة الشمولية في العالم الإسلامي.
ازدهرت حركة فتح الله كولن في إطار انتعاش الحركات والطرق الدينية في تركيا في الثمانينيات من القرن الماضي. بعد الانقلاب العسكري بقيادة كنعان افرين عام 1980، والقرارت التي اتخذتها الحكومة العسكرية والمتعلقة بتحرير الاقتصاد وخصخصة الاعلام واتاحة حرية عمل أكبر، للمنظمات المدنية بما في ذلك الجماعات الدينية، بدأت الطرق الدينية في الازدهار ومنها «طريقة النور» التي أسسها الصوفي الكردي سعيد النورسي (1873- 1960) والتي خرجت منها وتأثرت بها لاحقا حركة كولن. وجوهر فلسفتها ايجاد مجتمع إسلامي ملتزم، لكن في الوقت نفسه متلهف للمعرفة والتكنولوجيا الحديثة والتقدم لإنهاء تقدم العالم الغربي على العالم الإسلامي. واليوم يقترن اسم فتح الله كولن بمصطلح الإسلام التركي المتنور أو المعتدل، إذ حاول فتح الله كولن مع مؤيديه تأسيس حركة دينية سياسية اجتماعية حديثة تمزج الحداثة، بالتدين بالقومية بالتسامح بالديمقراطية. ووضع الإسلام والقومية والليبرالية في بوتقة واحدة.

## الإعلام الغربي عنه
كتبت الكثير من الدوريات الغربية عن كولن تصوره كزعيم حركة اجتماعية إسلامية قومية غير معاد للغرب، ووجه المستقبل للإسلام الاجتماعي في الشرق الأوسط، لكن معارضيه يقولون عنه انه الخطر الحقيقي على العلمانية «التركية»، ويتهمونه بمحاولة تقويض العلمانية التركية عبر أسلمة الممارسات الاجتماعية للأتراك.

## خروجه من تركيا
بعد متاعب كولن مع السلطات التركية بدأت في 18 يونيو(حزيران) عام 1999 , غادر إلى الولايات المتحدة وعندما تحدث في التلفزيون التركي، وقال كلاما اعتبره البعض انتقادا ضمنيا لمؤسسات الدولة التركية. وبعد ذلك بدأ المدعي العام للدولة تحقيقا في تصريحات كولن، وساعتها تدخل رئيس الوزراء التركي آنذاك بولنت اجاويد ودعا الدولة إلى معالجة الامر بهدوء، بدلا من فتح الموضوع للنقاش على المحطات التلفزيونية التركية، كما دافع عن كولن وعن مؤسساته التعليمية وقال: «مدارسه تنشر الثقافة التركية حول العالم، وتعرف تركيا بالعالم. مدارسه تخضع لإشراف متواصل من السلطات». بعد ذلك اعتذر كولن علانية عن تصريحاته، إلا أن بعض العلمانيين ظلوا متشككين في أهدافه، ولاحقا وجهت له اتهامات بمحاولة تحقيق مكاسب سياسية على حساب مؤسسات الدولة بما في ذلك الجيش.

## أزمة لقطة الفيديو
بعد تلك الأزمة حدثت أزمة لقطة الفيديو الشهيرة التي بثت على اليوتيوب وظهر فيها كولن وهو يقول لعدد من أنصاره أنه سيتحرك ببطء من أجل تغيير طبيعة النظام التركي من نظام علماني إلى نظام إسلامي، كما تحدث عن نشر الثقافة التركية في أوزبكستان، مما أثار موجه غضب في الجيش التركي وباقي المؤسسات العلمانية في البلاد. وأحدث أزمة دبلوماسية بين تركيا وأوزبكستان دفعت بولند أجاويد للتدخل مجددا في محاولة لحلها. وقال أجاويد: الرئيس الأوزباكستاني لديه مخاوف غير مبررة تتعلق بتركيا. تركيا لا تتدخل في الشؤون الداخلية لأوزبكستان. لا يمكن أن نسمح بالإساءة إلى العلاقات بين البلدين بسبب مخاوف غير ضرورية". لكن أوزبكستان قررت إغلاق عدد من المدارس التابعة لكولن. ويبدو أنه في هذا الوقت كانت المؤسسة العلمانية في تركيا بدأت تقلق من كولن ومؤسساته التعليمية، فأصدرت هيئة التعليم العالي في تركيا قرارًا يقضي بعدم الاعتراف بالشهادات العلمية التي تعطيها مدارس كولن، لكن هذا القرار كان مؤقتًا. وبقي كولن يقول إنه مقيم في أمريكا بسبب العلاج.

## مؤلفاته
لفتح الله كولن 60 كتابا، وقد حصل على العديد من الجوائز على كتبه هذه، وأغلبها حول التصوف في الإسلام ومعنى التدين، والتحديات التي تواجه الإسلام اليوم.ألف في السيرة النبوية كتابا حديثا أسماه (النور الخالد) الدراسة العلمية في السيرة النبوية. ومن كتبه ومقالاته أيضا:
- البيان
- التلال الزمردية
- ونحن نقيم صرح الروح
- النور الخالد
- أسئلة العصر المحيِّرة
- تعليم العربية بطريقة حديثة
- جيل الحداثة
- ونحن نبنى حضارتنا

## وفاته
توفي فتح الله كولن في ولاية بنسيلفانيا الأمريكية ، يوم الأحد 17 ربيع الآخر 1446هـ الموافق 20 أكتوبر (تشرين الأول) عام 2024م، عن عمر ناهز الثالثة والثمانين.

## وصلات خارجية
- فتح الله كولن على موقع مونزينجر (الألمانية)
- فتح الله كولن على موقع ميوزك برينز (الإنجليزية)
- موقع محمد فتح الله كولن
- فتح الله كولن «خميني الأتراك» والدرويش العملاق نسخة محفوظة 30 سبتمبر 2009 على موقع واي باك مشين.، السياسي، 24 سبتمبر 2009